# Melanimon tibialis
Melanimon tibialis är en skalbaggsart som först beskrevs av Fabricius 1781.  Melanimon tibialis ingår i släktet Melanimon, och familjen svartbaggar. Arten är reproducerande i Sverige.